# Bratronice (okres Kladno)
Bratronice (německy Bratronitz) jsou vesnice a obec v okrese Kladno ve Středočeském kraji, asi 30 kilometrů západně od Prahy. Žije zde 988 obyvatel. K části Bratronice náležejí i samoty Mostecký mlýn a Roučmídův mlýn s chatovým pásmem podél říčky Loděnice. Vesnice se nachází při silnici II/201 mezi Bělčí a Horním Bezděkovem, na hranici chráněné krajinné oblasti Křivoklátsko a přírodního parku Povodí Kačáku. Její existence je doložena od 13. století, kdy ležela na lovecké cestě z Prahy na Křivoklát. Je zde kostel, škola, sokolovna i fotbalové hřiště.

## Název
Pojmenování obce je odvozeno od přivlastnění vsi Bratroňům (od osobního jména Bratroň). Samotný název se měnil od Bratronicih (používaného od roku 1227), přes Bratronicz (1352), Bratczicz (1367), Brattrzicz (1369) k Bratronicz (užívané v letech 1399–1405). Název obce je uváděn v množném čísle ženského rodu (tedy „ty Bratronice“).

## Historie

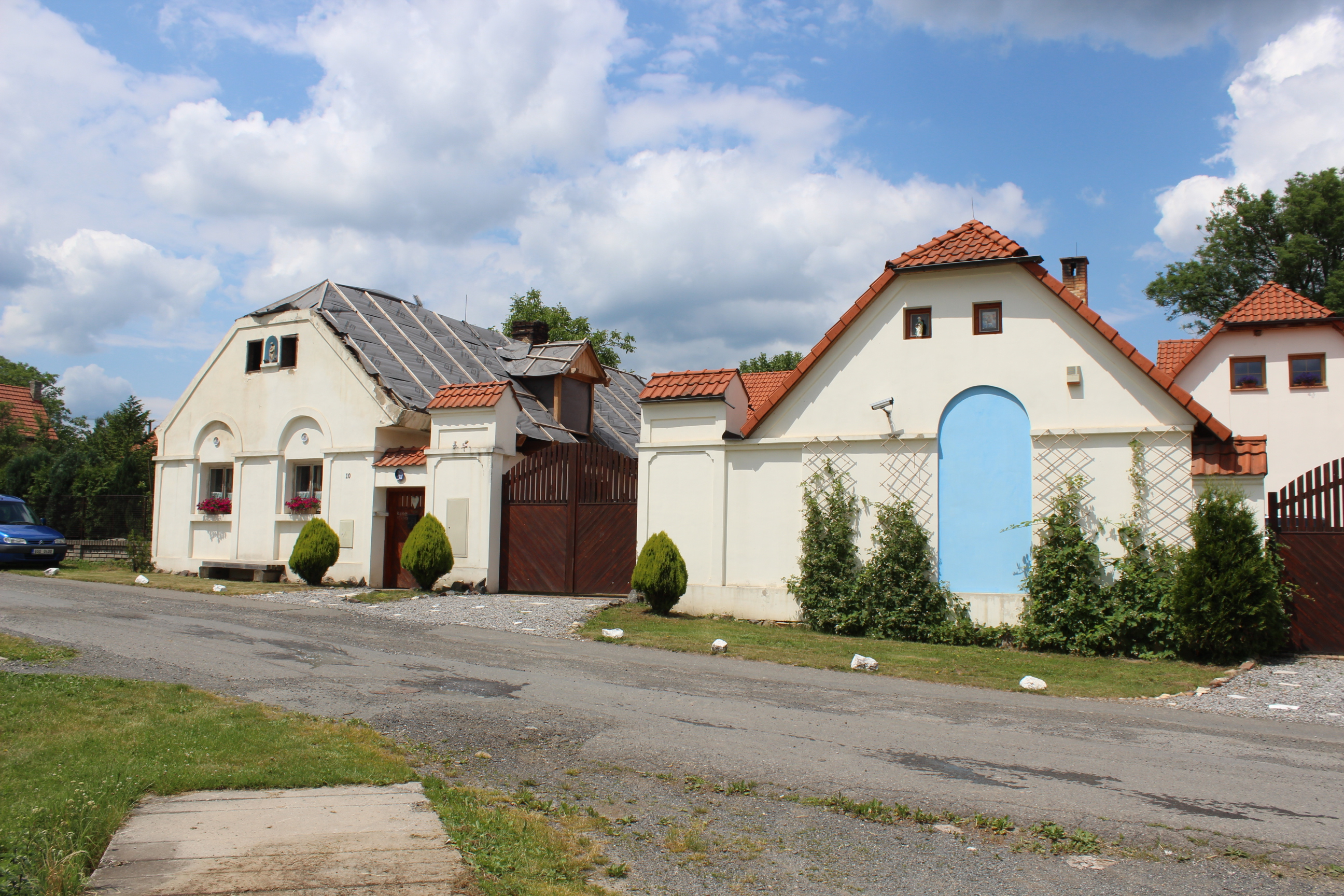
Památkově chráněný venkovský statek čp. 10

Obec leží na starodávné lovecké cestě, která vedla z Prahy do Zbečna a odtud pokračovala dále až na hrad Křivoklát. Touto cestou putovali čeští panovníci se svojí družinou, když v lesích kolem křivoklátského hradu pořádali hony a štvanice na zvěř. O stezku, kterou připomínají dodnes zachované milníky s vytesanými kříži, zdejší původní obyvatelé pečovali a udržovali ji. Protáhlý tvar obce dosvědčuje podle článku na webu obce skutečnost, že vznikala na vysekané lesní mýtině podél starobylé cesty. Milníků se dochovalo celkem pět a dva z nich jsou v Bratronicích (na zahradě u sokolovny a poblíž fotbalového hřiště).

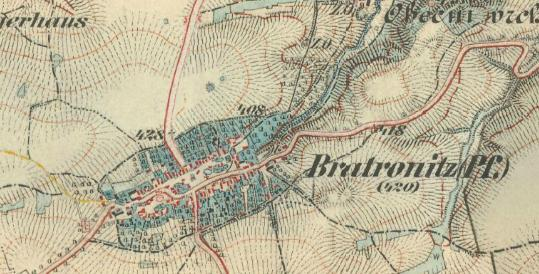
Obec na mapách III. vojenského mapování

První obyvatelé obce pocházeli z rodu Bratroniců a sídlili v místech, kde dnes stojí cihelna (severovýchodní partie obce). Dokládají to vykopávky, které v těchto místech archeologové našli.
Ves existovala již za krále Václava I. Kníže Vladislav II. v roce 1140 nebo 1142 postoupil desátky ze vsi panskému klášteru svatého Jiljí na Pražském hradě. Tehdy zde bylo kromě rychtáře 9 osedlých dědičných nájemců. První písemná zmínka o obci pochází z roku 1228, kdy je uvedena v soupisu jmění ženského benediktinského kláštera svatého Jiří na Pražském hradě. Ves náležela ke zbečenskému újezdu a s ním se dostala k hradu Křivoklátu.
Zuzana Pešková a další autoři považují Bratronice za charakteristického představitele specifické skupiny obcí na Rakovnicku s podobnou urbanizační strukturou (dlouhý obdélníkový návesní útvar lemovaný po delších stranách nápadně pravidelnou parcelací), vysazených v rámci kolonizačních aktivit v Čechách ve 14. století. Byly vysazeny právem zákupním před rokem 1352, mají však předlokační původ.
V roce 1353 postoupil Karel IV. obec sboru pražských mansionářů. Pro jejich financování vybral několik obcí (mezi nimi i Bratronice) a jejich daně měly jít přímo tomuto sboru. Protože ale (pravděpodobně pro nesouhlas zemského sněmu) toto královo rozhodnutí nevešlo v platnost, rozhodl se od roku 1376 daňový odvod z Bratronic předávat přímo mansionářům. Toto rozhodnutí Karla IV. platilo i pro jeho potomky a dědice.
Již ve 14. století získala obec právo zákupní. Místní svobodní osadníci tak mohli volně disponovat se svým majetkem a mohli ho tak prodat nebo se odstěhovat. Za to odváděli panovníkovi poplatek ve formě peněz nebo obilí. Protože ale král vždy neměl na zaplacení svých dluhů, hradil své dluhy přenecháváním obcí. Tak také roku 1460 panovník Jiří z Poděbrad přenechal Bratronice spolu s okolními sídly (Žilinou, Novým Strašecím či Unhoští) Bořivoji mladšímu z Lochovic. Ten v té době vlastnil i hrad Okoř.
Dalšími majiteli Bratronic byli páni z Donína, kteří je získali díky sňatkům a jako dědictví. V roce 1555 obec vlastnil Ferdinand I. Habsburský. Protože neměl na splacení dluhu Bořitům z Martinic, zastavil jim Bratronice. Hned následujícího roku však své závazky splatil a obec se panovníkovi navrátila zpět. Majitelem obce se následně stal Albrecht z Valdštejna a pak též Fürstenbergové.
Během první světové války padlo 16 bratronických občanů a na jejím konci roku 1917 byly pro zbrojní účely zrekvírovány čtyři z pěti zvonů z kostelní věže.
Mezi lety 1842 a 1897 bylo podle katastrálních map zbouráno 20 % zástavby a 25 % nově postaveno: jednak po obvodu návsi místo starších budov, jednak v centru návsi a podél silnic na východní a západní straně vsi. Do roku 1964 bylo zbouráno 18,5 % objektů vzniklých před rokem 1897 a počet objektů se zvýšil o 65 %, takže 54 % celkové zástavby tvořily stavby realizované po roce 1897. Zástavba probíhala jak ve středu návsi a po jejím obvodu, tak podél silnic na východě, jihu a západu vsi, a sady v severovýchodní části Bratronic začaly být rozpracelovány a zastavovány rodinnými domky městského typu, které již nevycházejí z tradiční lidové architektury. Mezi lety 1964 a 2002 byla již původní urbanistická struktura narušena. Zbouráno bylo 8,6 % objektů, počet objektů se zvýšil o 17,2 %, takže 22 % domů pocházelo z doby po roce 1964. Zástavba probíhala zejména na místě původního pásu středověkých ovocných sadů, kde nová parcelace již odpovídala spíše městské zástavbě, na západní straně se vesnice dále rozrůstala podél komunikace. Rozparcelovávány a zastavovány jsou též zadní části hlubokých středověkých parcel podél návsi, původní polní cesty po obvodu vsi byly přeměněny v obslužné komunikace v nové zástavbě. Návesní rybník byl změněn v betonovou požární nádrž, původní velká náves se rozpadla na dvě hlavní menší centra (u kostela a u požární nádrže), zatímco ostatní nezastavěné plochy původní návsi získaly charakter obslužných či průjezdných komunikací. Současná územně plánovací dokumentace původní urbanistický koncept nerespektuje. V roce 2011 byla projednávána například výstavba skladů zemědělské techniky u bývalé usedlosti Borek, zástavba bývalého dobývacího prostoru cihelny zónou výroby a služeb nebo výstavba víceúčelové vodní nádrže Stošavka na Lhoteckém potoce severně od vsi, poblíž Borku.
Roku 1971 obdržela obec od československé vlády čestné uznání. Od roku 1973 působil na vojenské základně jižně od Bratronic na vrcholu Kouty 14. protiletecký raketový oddíl 71. protiletadlové raketové brigády (VÚ 3010 Bratronice). Zdejší jednotka byla vybavena protiletadlovými raketovými komplety S-125 Něva. Roku 1992 armáda základnu opustila. Od roku 1998 vydává obec pro své občany pravidelný měsíční zpravodaj nazvaný „Bratronice – naše obec“. Bratronice patří mezi zakládající členy svazku obcí mikroregionu Bratronicko, založeného roku 1999.

## Přírodní poměry

### Popis

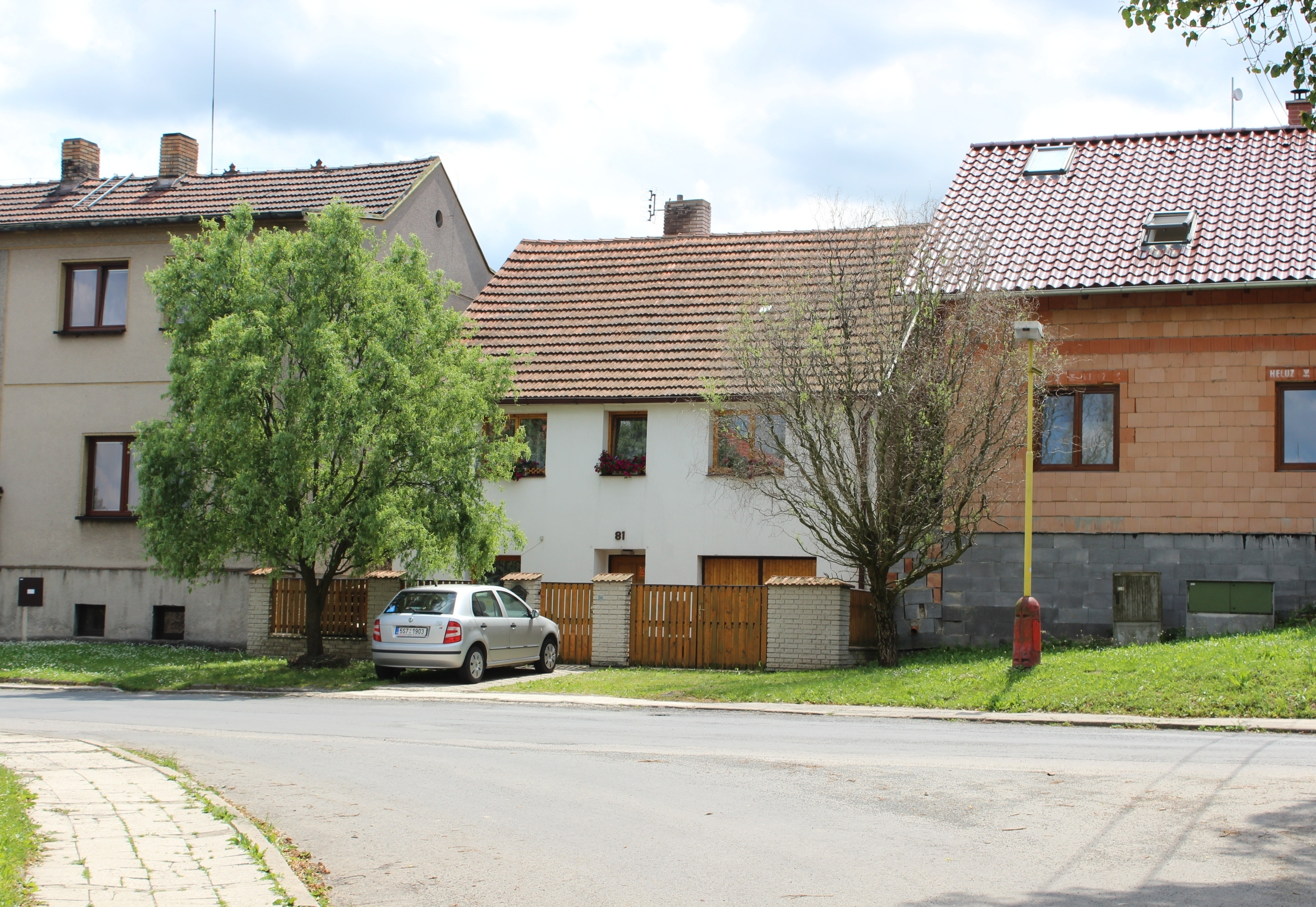
Řada zděných patrových domů v obci, uprostřed dům čp. 81)

Krajinu tvoří pahorkatinný zvlněný terén, lesnatý a zemědělsky méně využitelný. Vesnice Bratronice má charakter uceleného venkovského zemědělského sídla, je rozložena v mírně svažitém terénu podél silnice II/201, z níž na několika místech odbočují silnice nižších tříd a kterou obepíná nepříliš rozvětvená uliční síť. Na okrajích vsi stojí v některých ulicích novější řadové domky. V půdorysu obce je dodnes dobře čitelný a místy zcela dochovaný způsob vrcholně středověké gotické parcelace, původně pravidelný půdorys obce s dlouhým a úzkým návesním obdélníkem v centru a polními cestami po obvodu původní vesnice a s pár chudinskými domky uprostřed návesního obdélníku se za posledních 150 let deformoval. Základní modul parcelace zde byl 33 metrů, převažuje zejména v severní frontě parcel. Prostranství ani ulice nejsou pojmenované, charakter návsi má rozšířený pás podél hlavní silnice a komunikace obcházející požární nádrž, zejména v okolí hlavní křižovatky, v jejímž sousedství se nacházejí i autobusové zastávky, sokolovna a obecní úřad. Lokální návesní charakter má prostranství mezi kostelem a školou, nedaleko západně od hlavní křižovatky. Jižně od obecního úřadu stojí družstevní nákupní centrum postavené v době socialismu.
Urbanisticky oddělené jsou Mostecký Mlýn a Roučmídův Mlýn v údolí Kačáku. Na obě historické samoty navazují souvislé pásy chatové zástavby – chatová oblast Mostecký Mlýn, podél říčky vede atraktivní turistická cesta. Severovýchodně od vsi se nachází zemědělská usedlost a farma Borek, jižně od ní při silnici na Dolní Bezděkov je areál cihelny. Na území obce je evidováno cca 258 objektů určených k rekreaci, v Bratronicích je celkem 8 chatových osad, v Dolním Bezděkově 5 lokalit, nejvíce v údolí Loděnice.

### Geologická stavba, reliéf a půry
Bratronice leží na území Českého masivu. V údolí místní vodoteče se nacházejí kvartérní nivní sedimenty, tedy hlíny, písky a štěrky. Severně od nich jsou naváté sedimenty (spraše či sprašové hlíny) kvartérního stáří, naopak jižně se nacházejí zpevněné sedimenty svrchního proterozoika (droby, prachovce nebo břidlice). V severovýchodních partiích obce je oblast, která je tvořena metamorfovanými fylitickými břidlicemi a drobami, jež přechází ve vulkanitický bazalt a bazaltandezit. Jihovýchodně od Bratronic se nacházejí fylitické břidlice také přecházející v bazalty a bazaltandezity.
Horopisně patří Bratronice do České vysočiny, konkrétně do její Poberounské subprovincie, v níž jsou částí Brdské oblasti, přesněji Křivoklátské vrchoviny. Jihovýchodně od vsi se nachází vrch Tuchonín (488 m n. m.) a severovýchodně od něj Vysoký vrch (486 m n. m.) s volně přístupnou rozhlednou. Na jihozápadním okraji Bratronic je vrch Kouty (473 m n. m.) a severozápadně od vsi je Žilinský vrch (463 m n. m.). Z pedologického hlediska se na území obce nacházejí hnědozemě, jen v jihozápadních částech je oblast s výskytem luvizemě.
Téměř z poloviny tvoří půdní vrstvu kambizemě a jejich slabě oglejené formy na břidlicích, většinou štěrkovité a
středně těžké, výjimečně těžší. V místech skalních výstupů jsou půdy mělké, v ornici středně štěrkovité až kamenité, v hloubce 0,3 metru silně kamenité až pevná hornina. Na více než třetině území leží hnědozemě. V údolních polohách převažují nivní půdy. V zemědělsky využívané části převažuje orná půda a louky. Zemědělská půda v obou katastrálních územích obce zaujímá 769,63 ha, tj. 49,3 % z celkové výměry, z toho 81,5 % je orná půda, 14,6 % trvalý travní porost a 3,9 % sady a zahrady, zejména v intravilánu obce i v chatových oblastech. Trvalé travní porosty se nacházejí v nivě Loděnice a v úzkých pásech podél drobných vodních toků, většinou uměle napřímených a upravených, a melioračních kanálů. Zhruba 30 % zemědělských ploch je odvodněno systematickou trubkovou drenáží. Místy jsou zachovány zbytky krajinné zeleně, například drobné remízky.

### Podnebí
Bratronice patří dle Quittovy kategorizace do mírně teplé oblasti MT11. Pro účely bonitace zemědělského půdního fondu patří oblast do klimatického regionu KR4, který je charakterizován jako mírně teplý, suchý.

### Vodstvo

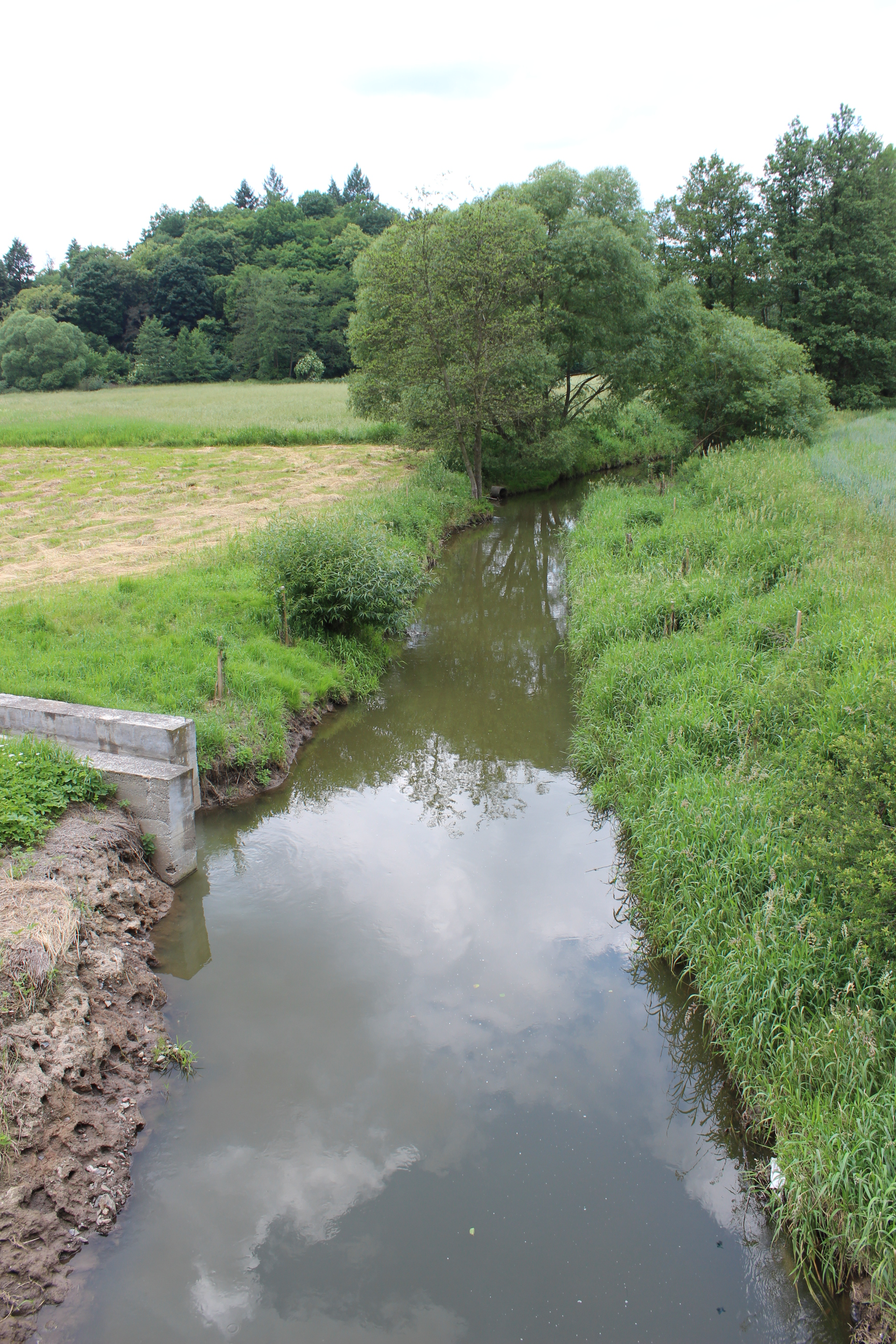
Říčka Loděnice východně od Bratronic na soutoku s vodotečí od Bratronic (přitéká v betonovém korytu nalevo)

Území obce se nachází v povodí Berounky na rozvodnici potoků Kačák a Vůznice, převážná část spadá do povodí Kačáku (Loděnice), pouze malá část na jihozápadě do povodí Vůznice a jejího přítoku Benešáku.
Ve vsi se nachází vodní nádrž, z níž vytéká východním směrem bezejmenný vodní tok, který se postupně stáčí k severovýchodu a po severní straně sleduje silnici do Dolního Bezděkova. Na svém toku napájí několik nádrží, které se využívají především pro rybolov. U mostu silnice do Dolního Bezděkova přes říčku Loděnici se vodoteč z Bratronic zprava do Loděnice vlévá.
U mostu silnice 2015 je na Loděnici na řkm. 28,3 hlásný profil kategorie B Dolní Bezděkov.
Pravé přítoky Loděnice (Kačáku) na území Bratronic se označují „Žlábkem“ (ř.km. 26,04), „Od chat“ (ř.km 27,48), „Od Bratronic“ (ř. km. 28,35), Lhotecký potok (ř.km 28,51) a Výskyta, levé přítoky „Od Horního Bezděkova“ (ř.km 26,94) a „Od Dolního Bezděkova“ (ř.km 28,85). Koryta toků jsou vesměs upravena do dlouhých přímek, síť je doplněna systémem otevřených odvodňovacích kanálů. Na potoce „Od Šarvaše“ (přítok Lhoteckého potoka) jsou tři rybníčky, na „Žlábku“ je rybníček pro potřeby samoty Pohodnice (Lipina), na Bratronickém potoce jsou dvě stabilizační nádrže zbudované původním v 80. letech 20. století, drobnou nádržku si zřídila místní organizace mysliveckého svazu v odchovně bažantů pod příjezdem k cihelně, nová vodní nádrž je na vodoteči nad cihelnou. Většina místních zdrojů povrchové vody vykazuje značné chemické i mikrobiální zatížení a jsou nevyužitelné jako zdroje pitné vody.
Platný Směrný vodohospodářský plán z roku 1988 sleduje ve výhledu na Loděnici vybudování vodní nádrže Malé Kyšice, která by zasahovala do území Bratronic a Dolního Bezděkova, v územním plánu pro Pražský region však není zahrnuta mezi veřejně prospěšné stavby, ale pouze jako limity ve využití území.

### Flora
Část území tvoří lesnatá členitá krajina přírodního charakteru, místy relativně nedotčená, navazující na rozsáhlý komplex křivoklátských lesů. Souvislé lesní celky lemují západní, jižní a jihovýchodní část území, menší lesíky se vyskytují i jinde. Lesy zaujímají 696,54 ha, tj. 44,6 % území celé obce. Typicky zde jsou zastoupeny dub zimní (Quercus petraea) a habr obecný (Carpinus betulus), často s příměsí lípy a dubu letního, někdy též javorů, jasanů a třešní, ve vyšších a inverzních polohách se vyskytuje také buk lesní a jedle bělokorá. Keřové patro se vyskytuje jen v prosvětlených polohách. Bylinné patro tvoří převážně mezofilní druhy bylin, zastoupen je zejména jaterník podléška, svízel lesní, zvonek, hrachor, černýš, kopytník apod. Vodní toky a plochy zaujímají 6,08 ha, tj. 0,4 % území celé obce.

### Ochrana životního prostředí

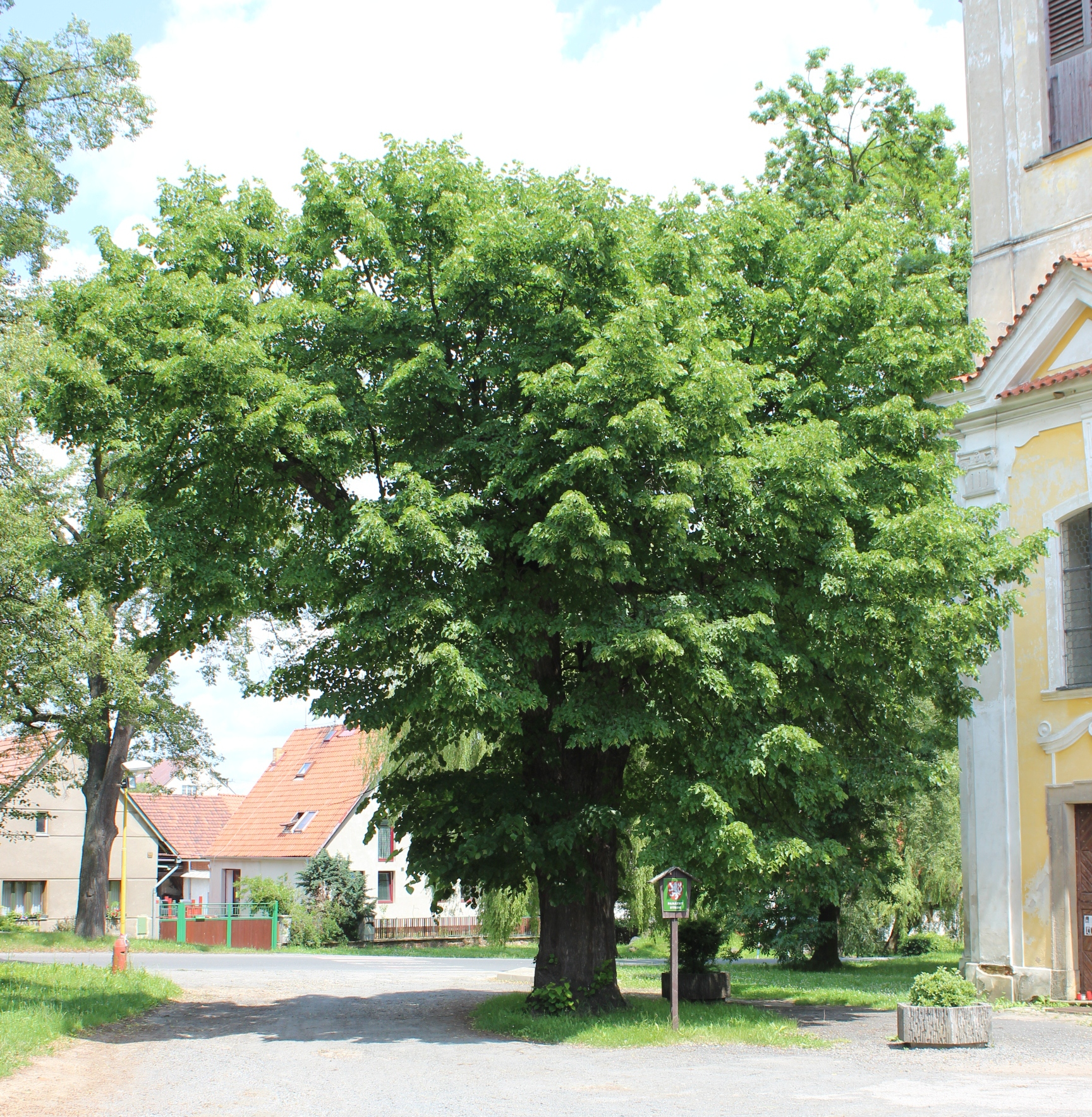
Památná Bratronická lípa

Na území obce dochází k částečnému překryvu dvou chráněných oblastí.
Jednou je od roku 1978 chráněná krajinná oblast Křivoklátsko, která svým východním cípem zasahuje do západní a jižní části katastrálního území Bratronice (III. zóna), zastavěné části obce patří do IV. zóny. Hranice CHKO do obce přichází od severu (po západní straně komunikace III/2018, na křižovatce u sokolovny se ale ostře lomí k východu a po jižní straně silnice II/201 pokračuje směrem na Mostecký Mlýn, dále pokračuje po lesní cestě do lesního komplexu Poteplí. Na hranici s k. ú. Nižbor okrajově zasahuje do území Bratronic ptačí oblast Křivoklátsko. Návrh ministerstva životního prostředí na vyhlášení národního parku Křivoklátsko z roku 2013, počítal i se zahrnutím některých nezastavěných oblastí obce Bratronice, konkrétně okrajově v lokalitě Benešův luh.
Druhou oblastí je od roku 2010 přírodní park Povodí Kačáku. Jeho hranice z východní strany sleduje komunikaci III/1163, která do obce přichází od jihu. Na jižním okraji Bratronic tuto silnici opouští a pokračuje dále severním směrem po východní straně obecních komunikací. Když dosáhne silnice II/201, ostře se zalomí k východu, avšak po asi sto metrech se opět uhýbá k severu. Přechází komunikaci III/2015 a po polní cestě směřuje severovýchodním směrem k Dolnímu Bezděkovu. Po svazích údolí Kačáku, nad jeho levým břehem a podél nivy potoka Výskyty prochází nadregionální biokoridor K54 „Pochvalovská stráň - Karlštejn, Koda“, osa mezofilní hájová, s ochranným pásmem.
Na území obce Bratronice nejsou žádné registrované významné krajinné prvky. Významnými krajinnými prvky ze zákona jsou údolní niva V Lipině, údolní niva potoka Žlábek, údolní niva potoka Loděnice, údolní niva Lhoteckého potoka a skalnatý kopec Malý vrch v Dolním Bezděkově.
Západně od kostela stojí památný strom nazývaný Bratronická lípa. Tato lípa malolistá (Tilia cordata) má kmen o obvodu 366 centimetrů a dosahuje výšky 20 metrů.

## Obyvatelstvo

Věková struktura obyvatel obce Bratronice roku 2011

Vývoj počtu obyvatel v Bratronicích a počet domů udává tabulka:
| Rok                   | 1869 | 1880 | 1890 | 1900 | 1910 | 1921 | 1930 | 1950 | 1961 | 1970 | 1980 | 1991 | 2001 | 2011 |
| --------------------- | ---- | ---- | ---- | ---- | ---- | ---- | ---- | ---- | ---- | ---- | ---- | ---- | ---- | ---- |
| Počet obyvatel        | 827  | 893  | 740  | 716  | 737  | 708  | 774  | 662  | 672  | 632  | 633  | 621  | 677  | 875  |
| Rozdíl počtu obyvatel | –    | 66   | −153 | −24  | 21   | −29  | 66   | −112 | 10   | −40  | 1    | −12  | 56   | 198  |
| Počet domů            | 89   | 99   | 100  | 105  | 107  | 115  | 150  | 296  | 172  | 172  | 172  | 200  | 210  | 281  |
| Rozdíl počtu domů     | –    | 10   | 1    | 5    | 2    | 8    | 35   | 146  | −124 | 0    | 0    | 28   | 10   | 71   |

Růst počtu obyvatel po roce 2000 je převážně migrační, díky blízkosti pražské a kladenské aglomerace a pestrosti zdejší krajiny.
Ve srovnání s celým ORP Kladno je zde méně dětí a mládeže v předproduktivním věku a více seniorů. Míra nezaměstnanosti je zde nižší (5,8 % oproti 9,1 % v celém obvodu ORP).
Dle sčítání obyvatelstva provedeného v roce 2011 žilo v obci celkem 875 obyvatel, z nichž byla více než polovina (442) žen. Celkem 617 občanů Bratronic se hlásilo k české národnosti, pět k ukrajinské, tři ke slovenské a jeden k německé. Zbývajících 246 občanů svou národnost neuvedlo. Podle nejvyššího ukončeného vzdělání převažují v Bratronicích občané se středním vzděláním či vyučením, které nebylo zakončeno maturitou. Vysokoškolské vzdělání mělo dle sčítání z roku 2011 celkem 59 občanů obce.
Celkem je v obci 547 budov, z toho v Bratronicích 454. Z 292 domů v domovním fondu v celé obci je 206 obydlených, z toho převážná většina (197) ve vlastnictví soukromých osob, 7 domů je ve vlastnictví obce nebo státu, žádný není družstevní, dva jsou v jiném vlastnictví. V celé obci je 258 rekreačních budov, z toho 220 v Bratronicích. Z rekreačních budov v obci tvoří 226 chaty a 32 chalupy.

## Veřejná správa

### Správní a územní příslušnost
Do roku 1930 patřila obec do okresu Rakovník. V polovině 20. století přešla do okresu Kladno. Spádovost z hlediska zaměstnanosti, vyšší občanské vybavenosti a státní správy je předpokládána především do Kladna, částečně též do Prahy, Berouna a Rakovníka.
Funkci pověřeného obecního úřadu a rozšířenou působnost pro obec Bratronice vykonává město Kladno.

### Části obce
Obec Bratronice se skládá ze dvou částí na dvou katastrálních území:
- Bratronice (k. ú. Bratronice u Kladna)
- Dolní Bezděkov (k. ú. Dolní Bezděkov u Kladna)[28]

Je také samostatnou základní sídelní jednotkou, přičemž mlýny a chatová zástavba v údolí Kačáku patří k části Bratronice. V letech 1850–1869 a od 1. ledna 1980 do 23. listopadu 1990 byla součástí obce Bratronice také blízká Běleč, která se od 24. listopadu 1990 osamostatnila.

### Obecní úřad
Začátkem letních prázdnin roku 1970 byla otevřena nová budova místního národního výboru), která se tři roky budovala v místech původního zemědělského statku. V budově obecního úřadu sídlí i Svazek obcí mikroregionu Bratronicko.

### Vedení obce

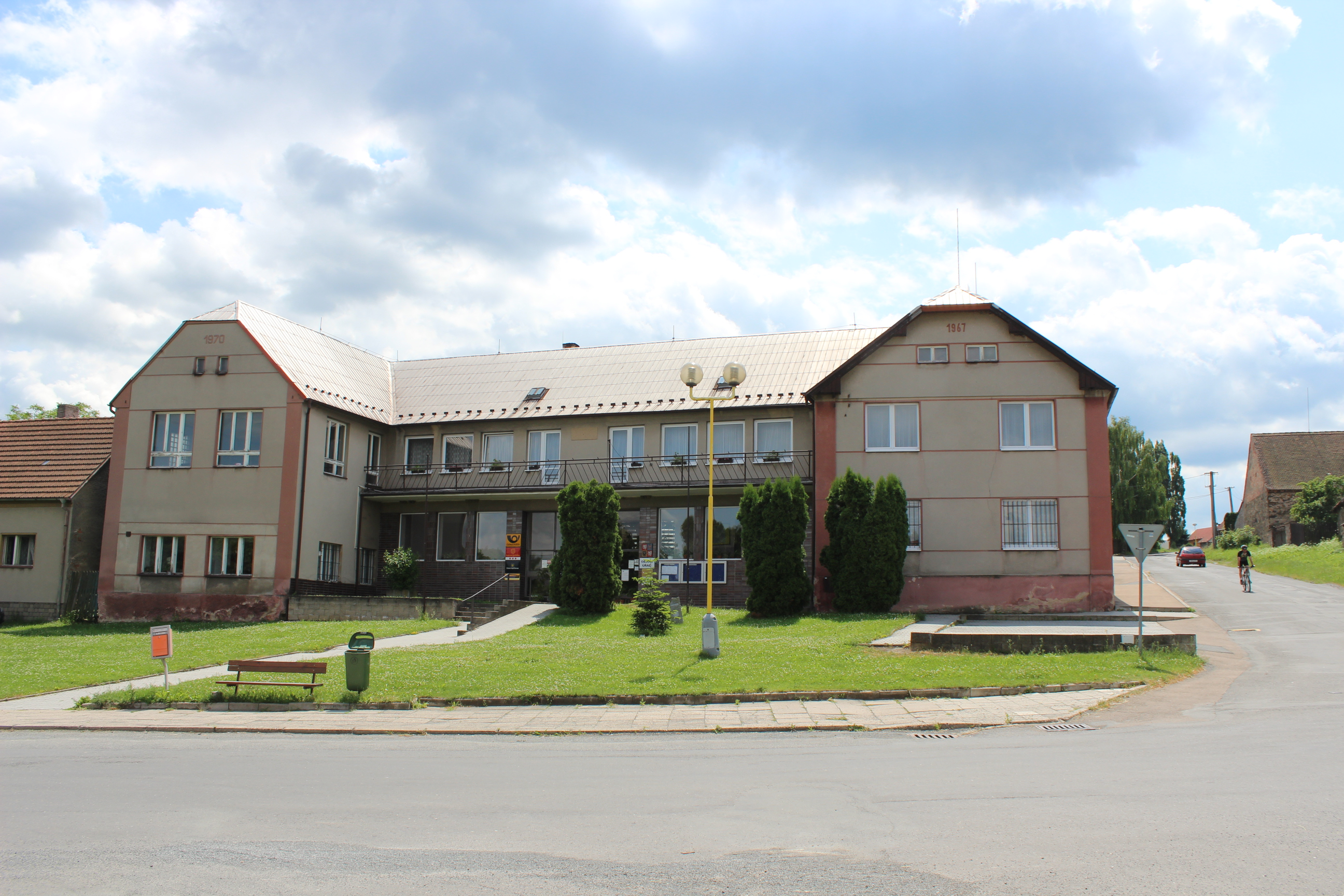
Obecní úřad a pošta

Po volbách do MNV v listopadu 1971 byl za předsedu národního výboru zvolen R. Muller.
Ve volbách roku 1994 mělo obecní zastupitelstvo 8 členů (tehdy zákon ještě umožňoval sudý počet) a kandidovala dvě uskupení. Jednu kandidátku podalo sdružení Komunistické strany Čech a Moravy spolu s nezávislými kandidáty, druhou Sdružení nezávislých kandidátů. Z každého uskupení se do zastupitelstva dostali 4 kandidáti.
Ve volbách roku 1998 mělo obecní zastupitelstvo 7 členů. Kandidovala tatáž dvě uskupení jako v předchozích volbách. Ze SNK se do zastupitelstva dostali 4 kandidáti a z druhé kandidátky zbylí 3.
V obecních volbách v roce 2002 se volilo 9 zastupitelů. Do voleb byly nasazeny dvě kandidátky. Česká strana sociálně demokratická získala 6 mandátů, Komunistická strana Čech a Moravy s nezávislými kandidáty 3 mandáty.
Ve volbách v roce 2006 byly podány tři kandidátky. Sdružení nezávislých kandidátů Bratronice 2006 získalo 5 mandátů, Občanská demokratická strana 2 mandáty a Komunistická strana Čech a Moravy s nezávislými kandidáty 2 mandáty. Starostou byl Vladimír Štěrba.
Ve volbách v roce 2010 bylo voleno 9 členů zastupitelstva. Občanská demokratická strana získala 40,95 % hlasů a 4 mandáty, Sdružení nezávislých kandidátů 30,68 % hlasů a 3 mandáty, společná kandidátka Komunistické strany Čech a Moravy s nezávislými kandidáty zbývajících 28,36 % hlasů hlasů a dva mandáty. Starostkou byla zvolena Miloslava Knížetová z kandidátky ODS.

### Znak a vlajka
Z rukou předsedy Poslanecké sněmovny Parlamentu České republiky Lubomíra Zaorálka převzali zástupci obce na základě rozhodnutí číslo 37 ze dne 8. června 2004 obecní znak a vlajku. Na znaku je ve stříbrném štítě modrý vlnitý kůl, který je podložený dvěma vztyčenými černými větvemi, jež jsou dole spojeny do oblouku. Každá z větví nese čtyři odvrácené větvičky zakončené zelenými listy. V pravé části jsou listy lipové, vlevo dubové. Vlajka má poměr šířky listu ku délce ve vztahu 2:3. Tvoří ji bílo-modře čtvrcený list, který má v horním žerďovém poli lipový list a v dolním vlajícím poli list dubový. Oba listy jsou vztyčené a jsou vyvedeny v zelené barvě. Na slavnostní bohoslužbě 25. června 2005 obecní znak a vlajku vysvětil pražský světící biskup Václav Malý.

## Hospodářství a infrastruktura

### Infrastruktura
Základní občanská vybavenost je na standardní úrovni, je zde mateřská škola s kapacitou 40 dětí, základní škola pro první stupeň s kapacitou 60 dětí; praktický a dětský lékař, pošta a místní knihovna v budově obecního úřadu, kulturní dům, prodejna COOP Jednoty Kladno, tři restaurace, Penzion u Sajdlů; TJ Sokol Bratronice se sokolovnou a fotbalové hřiště.
Oblast je hydrogeologicky málo vhodná pro získávání větší vydatnosti podzemních vod. Vodovod v oblasti byl vybudován pro obce Svazku mikroregionu Bratronicko – Bratronice, Běleč a Dolní Bezděkov – a provozují jej Středočeské vodárny a. s. Systém je napojen na zásobní řad DN 150 napájený z přivaděče “R” ze skupinového vodovodu Kladno – Slaný – Kralupy nad Vltavou – Mělník. Systém splaškové kanalizace a čistírna odpadních vod jsou společné pro vesnice Běleč, Dolní Bezděkov a Bratronice v rámci mikroregionu Bratronicko, čistírna na bázi mechanicko-biologického čištění je umístěna na katastrálním území Bratronic a vyčištěná voda je vypouštěna do Kačáku. Rekreační objekty v údolí Kačáku jsou zásobovány vodou z vlastních studní, vlastní jímací studnu o hloubce 16 metrů a průměru 25 cm pro čerpání pitné vody má i čistírna odpadních vod. Vlastní studny mají i cihelna a zemědělská farma Borek.
Plošný systém plynofikace v rámci mikroregionu Bratronicko zahrnuje vesnice Lhota, Žilina, Družec, Bratronice a Horní Bezděkov. 53 % budov v obci napojeno na veřejný plynovod, zbytek (do nějž spadá zejména kolem 250 budov sloužících k rekreaci) využívá k otopu jiná paliva.
Územím obce prochází linka nadzemního vedení nadřazených energetických soustav VVN 400kV a linky 22 kV. Přes území obce je veden významný radioreléový paprsek.

### Doprava
Bratronicemi prochází ve směru od východu na západ, tedy ve směru starodávné lovecké stezky, silnice II/201, která obec spojuje východním směrem s Horním Bezděkovem, resp. Unhoští a na západní straně s Bělčí a Zbečnem. Přímo v Bratronicích je na této silnici křižovatka, z níž severním směrem vychází silnice III/2018 směrem do Žiliny a dále do Kamenných Žehrovic a jižním směrem silnice III/1163 směřující k Nižboru. Ve východní části Bratronic z hlavní sinice druhé třídy odbočuje silnice III/2015, která severovýchodním směrem vede k Dolnímu Bezděkovu a následně do Družce a k dálnici D6 (EXIT 16 Velká Dobrá je od Bratronic vzdálen asi 9 km). Silnice č. 2015 v úseku mezi Bratronicemi a Dolním Bezděkovem prošla na přelomu let 2011 a 2012 rekonstrukcí, po níž ji otevíral hejtman David Rath.
Silnice II/201 je zařazena do celostátního sčítání, intenzita a skladba dopravy je ovlivněna těžbou lomového kamene ve Zbečně, těžká motorová vozidla představovala v roce 2005 přes 200 vozidel z cca 1100 vozidel denně, do roku 2010 byl předpokládán nárůst asi o 10 %. Na silnicích 2015 a 2018 byla denní intenzita dopravy odhadnuta na cca 600 až 700 vozidel denně s podílem nákladní dopravy 10 až 20 %.
Veřejná autobusová doprava je (v roce 2014) zajišťována po všechny dny v týdnu třemi linkami Středočeské integrované dopravy, které provozuje ČSAD MHD Kladno a. s. Linka 220034 (A34) spojuje obce Kladno – Družec – Bratronice, linka číslo 220035 (A35) jezdí po trase Kladno – Zbečno – Křivoklát a linka 310081 (B81) Roztoky – Křivoklát – Praha. Z Kladna je zajištěno železniční spojení s Prahou a s Rakovníkem, ze Zbečna spojení s Rakovníkem a Berounem.
Obcí neprochází žádná železniční trať. Jihozápadně od Bratronic je ve vzdálenosti asi 7,5 km vzdušnou čarou železniční trať číslo 174 spojující Rakovník s Berounem. V podobné vzdálenosti měřené vzdušnou čarou je od vsi severovýchodním směrem vedena trať číslo 120 vedoucí z Kladna do Rakovníka.

### Zemědělství
V době socialismu obhospodařovalo zemědělské plochy hospodářství Bratronice Státního statku Kladno. Státní statek v 60. až 80. letech realizoval souhrnné pozemkové úpravy, scelování pozemků a plošnou trubkovou drenáž s regulací všech drobných vodních toků, čímž došlo též k redukci krajinné zeleně a trvalých travních porostů, rychlejšímu odvádění povrchových a podzemních vod a zvýšení rizika eroze. Zemědělské plochy na obou katastrech obce patří do 4. stupně na šestistupňové stupnici ohrožení vodní erozí.
Po rozpadu státního statku nyní[kdy?] na větších výměrách (přes 150 ha) hospodaří Ing. Procházka, p. Michálek a p. Kohout, asi 10 dalších soukromých zemědělců hospodaří na podstatně menších výměrách. Pan Falta se zabývá chovem koní.
V areálu zemědělské usedlosti a farmy Borek severně od cihelny je chováno 150 až 175 kusů hovězího dobytka. V areálu je stáj pro skot, užívaná především jako zimoviště (v letním období jsou zvířata na pastvině), sklad krmiv, kolna, jímka o kapacitě 200 m³ a přečerpávací jímka, silážní plato a sklad sena. Provozovatel v březnu 2010 oznámil záměr zde vybudovat zemědělskou bioplynovou stanici s roční produkcí cca 888 tis. Nm³ při obsahu cca 52,5 % metanu a výhřevnosti 18,8 MJ/Nm³, bioplyn má být spalován ve vysoce účinném pístovém vznětovém motoru a kogenerační jednotka má vyrábět cca 250 kW elektrické energie, současně má být produkováno produkováno nejméně 232 kW tepelné energie, digestát pak má být využit jako hnojivo. Výroba bioplynu jako celek má spadat do kategorie velkých zdrojů znečišťování ovzduší.

### Výroba a služby
K roku 1932 se v Bratronicích nacházel biograf Sokol, 2 cihelny, 2 obchody s cukrovinkami, 2 holiči, 4 hostince, hudební škola, kolář, kovář, 2 krejčí, 2 mlýny, 2 obuvníci, 2 porodní asistentky, 2 rolníci, 2 řezníci, 5 obchodů se smíšeným zbožím, sedlář, spořitelní a záložní spolek pro Bratronice, 2 trafiky, 2 truhláři a jeden zámečník.
Těžba kamene na Obecním vrchu byla ukončena po roce 1945.
Severovýchodně od vsi při silnici na Dolní Bezděkov stojí cihelna. Zásoby suroviny byly v roce 2011 odhadovány na 362 tis. m³, ročně je těženo asi 2 tisíce m³. Vytěžený prostor je postupně rekultivován. Součástí areálu je cihlářská pec, recyklační linka pro zpracování stavebních odpadů, linka na výrobu antuky a prodejna stavebnin. Cihelna vyrábí plné pálené cihly klasického formátu, cihelné dlažby či antuku.
V obci jsou evidovány tři střední zdroje znečištění ovzduší, a to cihlářská pec a čerpací stanice pohonných hmot v areálu cihelny a obecní plynová kotelna čp. 190. Mimo evidenci v registru REZZO II je nakládání s hnojem a hnojivy na farmě Borek.
Jinak v obci působí řada drobných provozoven a živnostníků (stavebnictví, instalatérství, zahradnictví, pila, truhlářství, bazar nábytku, tiskárna, autoškola, nákladní doprava a stěhování).
V Bratronicích v budově obecního úřadu sídlí pobočka České pošty a v sokolovně též restaurace.
V Bratronicích není policejní stanice ani hasičská zbrojnice. V obci je hasičská zbrojnice a tradičně zde působí sbor dobrovolných hasičů.
Svoz odpadu je řešen domovními nádobami na odpad (popelnicemi), dále nádobami na tříděný odpad na několika místech (Jednota, u Doušů, na Mostě), sběr šrotu a nebezpečného odpadu je organizován dvakrát ročně. Pravidelný odvoz odpadu zajišťuje CZ EKOLOGIE-HOLDING s.r.o. Při severovýchodním okraji obce Bratronice, vlevo od silnice na Dolní Bezděkov, v mělkém údolí zatrubněného Bratronického potoka, tvoří starou ekologickou zátěž bývalá obecní skládka Bratronice, skládka inertního materiálu, stavební suti a malého množství tuhého komunálního odpadu o rozměrech cca 140×50 metrů a maximální mocnosti 3 metry. Po uzavření v roce 1996 byla rekultivována překrytím zeminou, která slouží zčásti jako políčka pro pěstování zeleniny pro obyvatele nedalekých domků.

## Kulturní a společenský život

### Náboženský život
Dřívější kostel Všech svatých byl ve 14. století filiální k Bělči.
Mezi roky 1780 a 1783 byl v obci na místě původního strženého kostelíku, který stával na hřbitově, zbudován jednolodní barokní kostel Všech svatých. Postavil jej zednický mistr J. Cikan z Bud. Od roku 1787 působil ve farnosti (s ohledem na množství spravovaných kostelů a věřících) kaplan a byla zřízena fara. Samostatná bratronická farnost byla zřízena roku 1855. Působil zde Josef Šebela. K 1. lednu 2004 byla dlouhodobě neobsazená farnost zrušena a spolu s farnostmi farnosti Křivoklát, Městečko, Nezabudice a Skryje sloučena do farnosti ve Zbečně, která je součástí Pražské arcidiecéze. V bratronickém kostele Všech svatých se konají pravidelné bohoslužby v sobotu s nedělní platností v 18 hodin.
Při sčítání v roce 2011 se v obci k římskokatolické církvi přihlásilo 41 občanů. Zdejší Českobratrští evangelíci patří do kladenského sboru této církve. K ní se při sčítání provedeném v roce 2011 přihlásila jedna osoba, stejně jako k církvi Československé husitské. Ta má svoji nejbližší náboženskou obec také v Kladně. Dalších 419 občanů Bratronic se ve sčítání označilo za lidi bez vyznání a 381 svou náboženskou víru neuvedlo vůbec.

### Školství

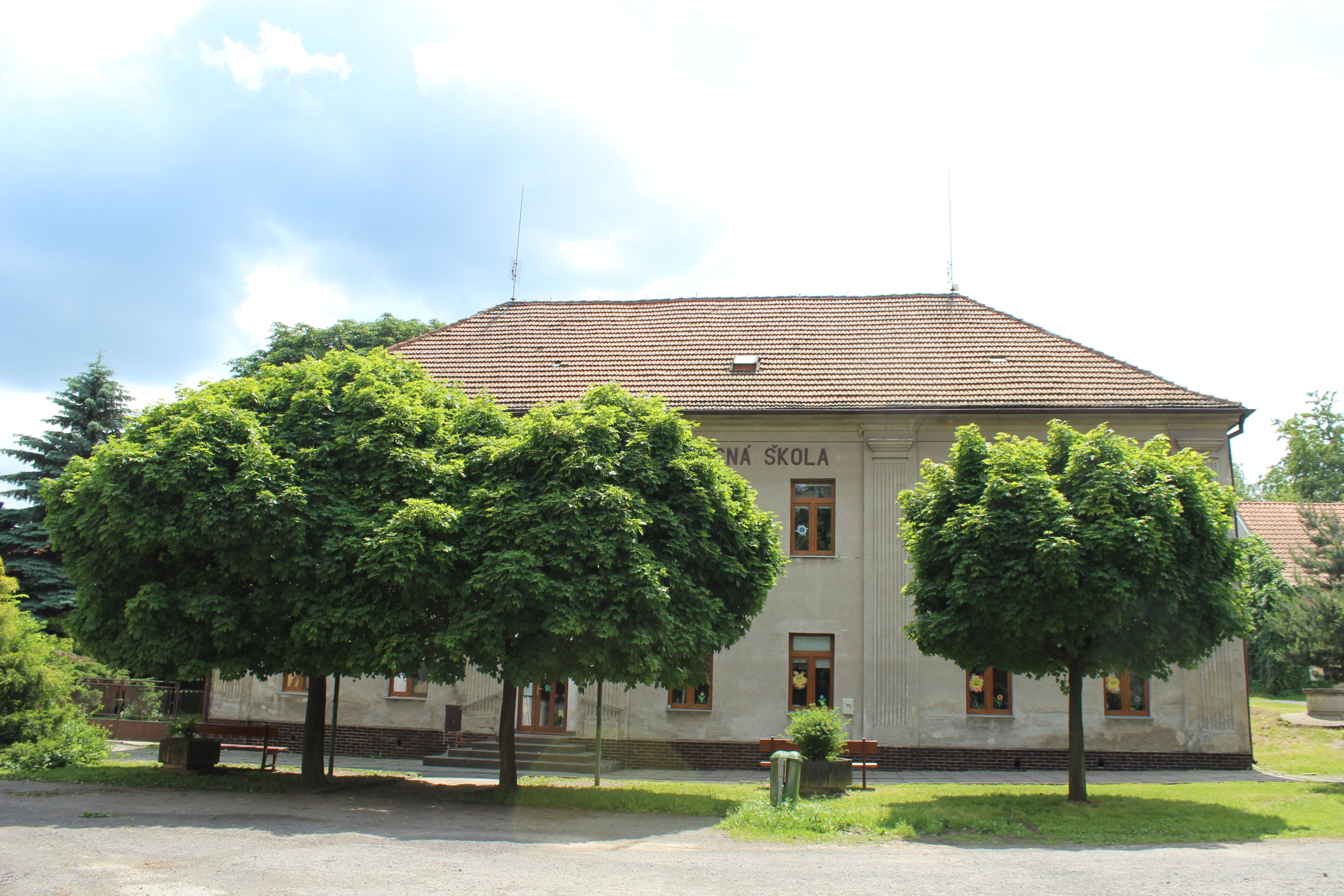
Bratronická obecná škola

Roku 1793 byla v dřevěném stavení založena jednotřídní škola. Docházeli do ní žáci nejen z Bratronic a z blízké Bělče, která byla tou dobou součástí Bratronic, ale také ze samot v okolí. Protože budova školy hrozila zřícením, připravovali bratroničtí od roku 1837 výstavbu nové. S ní započali roku 1840 a po dvou letech ji dokončili. Ve škole se stále učilo jen v jedné třídě a to až do roku 1867, kdy byla otevřena druhá třída. Roku 1882 začala v pronajaté místnosti jiného domu působit třetí třída. Do roku 1884 byla k původní budově školy dobudována přístavba. Roku 1911 byla škola rozšířena otevřením čtvrté třídy. V roce 1932 se ve škole vyučovalo dokonce v pěti třídách, z nichž jedna se nacházela v sokolovně.
Po druhé světové válce (1. prosince 1945) byla otevřena v budově základní školy mateřská škola, kterou do roku 1957 spravovala základní škola.
Základní škola měla od roku 1949 pouze dvě třídy, v nichž se vyučovalo pět postupných ročníků.
Mezi roky 1962 a 1963 se poslední ročník zdejší školy přestěhoval do Kamenných Žehrovic. Roku 1975 byl počet tříd ve škole snížen ze tří na dvě, v roce 1977 opět zvýšen na tři a roku 1984 opět snížen na dvě, což vydrželo až do roku 1998, kdy byl opět zvýšen na tři. Mezitím se v roce 1995 se zavedením devítileté povinné školní docházky stal pátý ročník součástí prvního stupně.
V roce 1963 byla v původním bytě řídícího učitele zřízena školní jídelna.
V mateřské, jejíž kapacita je 40 žáků, jsou dvě třídy pojmenované Berušky a Cvrčkové. Navštěvují je děti ve věku od tří do šesti let věku.
Málotřídní základní škola vzdělává žáky pouze na prvním stupni. V budově jsou pouze tři místnosti, v nichž se vyučuje, takže třídy jsou rozděleny na tři skupiny, a sice samostatná první třída a dále spojené druhý ročník se čtvrtým a třetí s pátým. Kapacita školy dosahuje šedesát žáků. Stravování žáků mateřské i základní školy, včetně jejich zaměstnanců, je zajištěno ve školní jídelně.
Spádové střední školství se soustřeďuje zejména v Kladně.

### Kulturní život
Přímo v Bratronicích není žádná divadelní nebo koncertní hala.
V letech 2003–2009 se zde konal každoročně hudební festival Bratroňský džbán, poprvé pořádaný k 775. výročí obce. V některých letech (například 2003, 2004, 2006, 2007) se konal přímo na návsi a ve vsi, v některých letech (např. 2005, 2009) v bývalé vojenské základně jižně od Bratronic – na vrchu Kouty (473 m n. m.). Vystupovali zde například Taxmeni, Honza Vyčítal, Aleš Brichta, Peter Nagy či Petr Bende.
V polovině září roku 2012 v bývalém vojenském prostoru proběhl alternativní festival Freeze Fest. Pro ročník 2013 ale pořadatelé hledají nové prostory. Během zimních měsíců se v Bratronicích koná několik tanečních zábav. Vedle maškarního plesu mimozemšťanů též obecní reprezentační ples.

### Sport

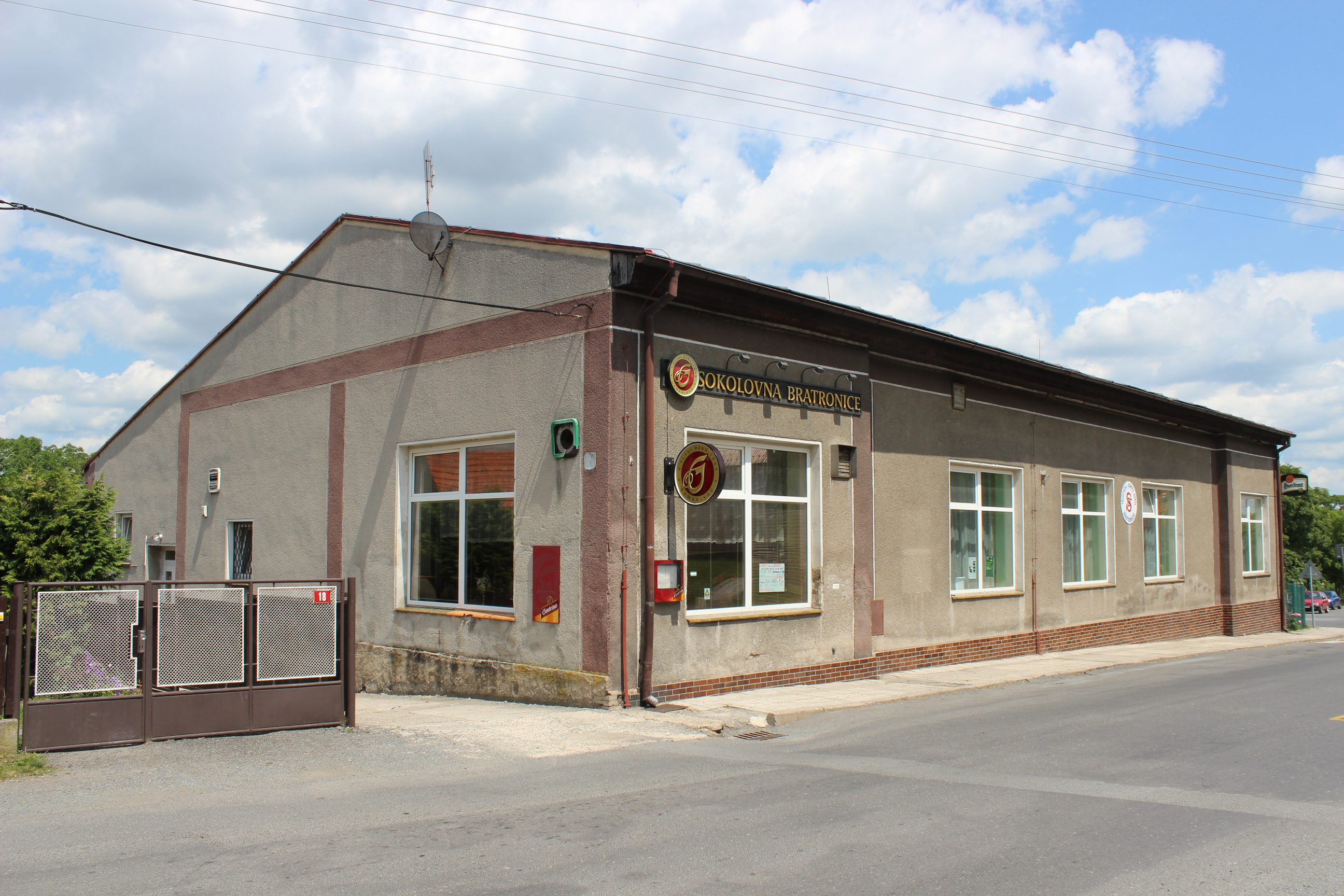
Sokolovna v Bratronicích

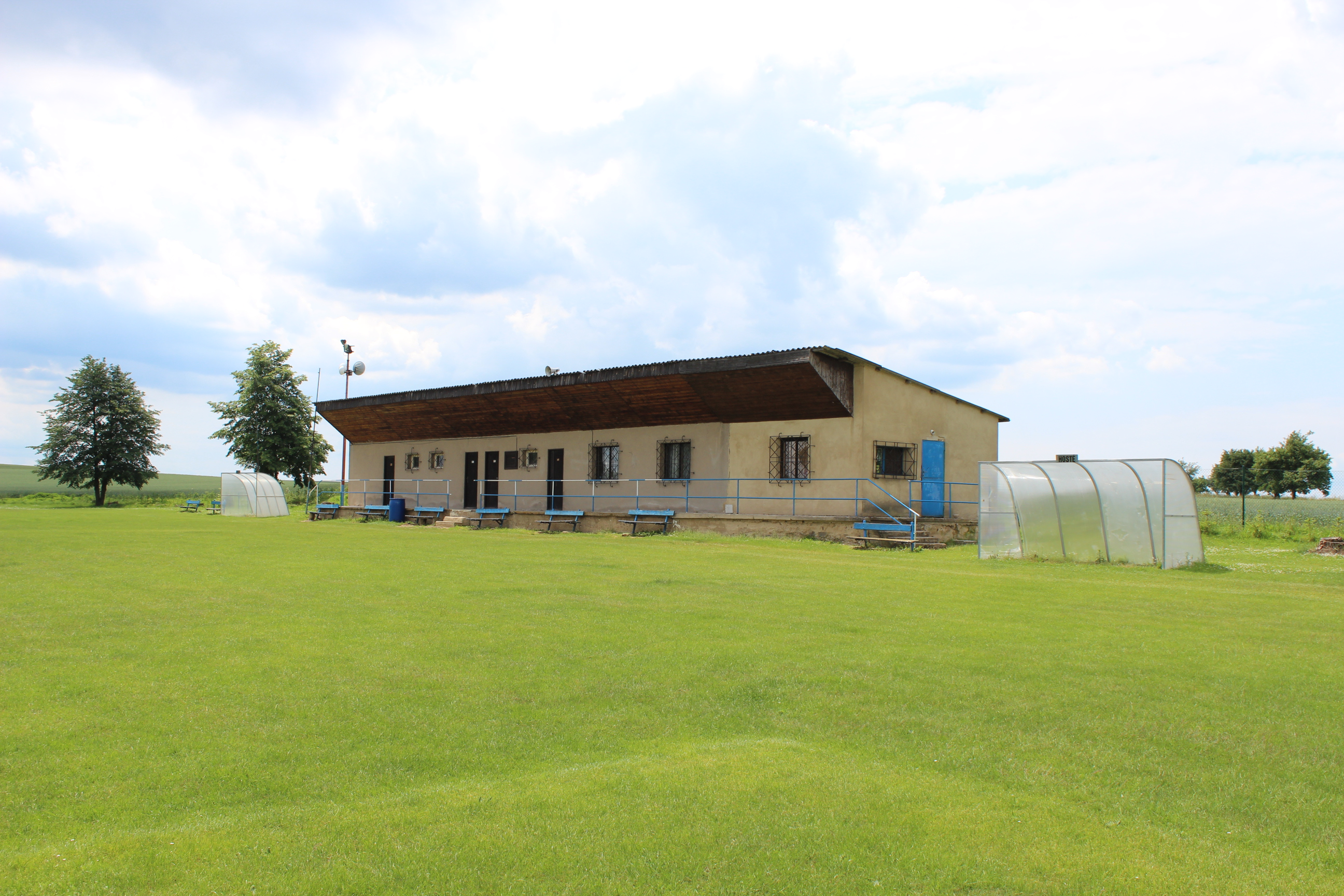
Fotbalový stadion

Od půlky června roku 1897 působí v obci Sokol. Ke svým cvičením využívá prostory sokolovny, která se slavnostně otevírala v červenci 1922. Bratronický oddíl je součástí Budečské župy a v roce 2013 má celkem 67 členů.
V obci od roku 1960 působí také fotbalové mužstvo, které (v roce 2013) hraje A skupinu IV. třída Kladenského okresu. Oddíl pořádá i turnaje, jíž se vedle domácího celku účastní také mužstva sousedních obcí. Mezi tyto turnaje patří Memoriál Ríši Šáleného, jeden z nejstarších v okrese (fotbalistu Richarda Šáleného zasáhl 1. července 1967 blesk přímo na hřišti). nebo také Oličův memoriál.
Dne 1. května 1975 byl mezinárodním fotbalovým utkáním s vietnamskými studenty slavnostně otevřen místní fotbalový stadion. Od září 2013 navíc v sokolovně trénuje zdejší děti pražský akrobatický rock and rollový klub Domino.

#### Turistika
Oblast je protkaná sítí značených pěších turistických tras. Vsí Bratronice prochází zeleně značená trasa. Na západ vede do lesního komplexu kolem Klíčavské přehrady, odkud lze pokračovat k údolí Berounky (Zbečno, Křivoklát) nebo k Lánům. Jižním směrem vede do polesí Muňava. Údolím Kačáku vede červeně značená pěší trasa, kterou v Dolním Bezděkově křižuje žlutě značená trasa. Po všech silnicích vedoucích z Bratronic jsou značeny cyklistické trasy systému Křivoklátské okruhy. Křižují se zde trasy KO 4 (Bratronický okruh), KO 5 (Bělečský okruh) a KO 7 (Zbečenský okruh).

## Pamětihodnosti

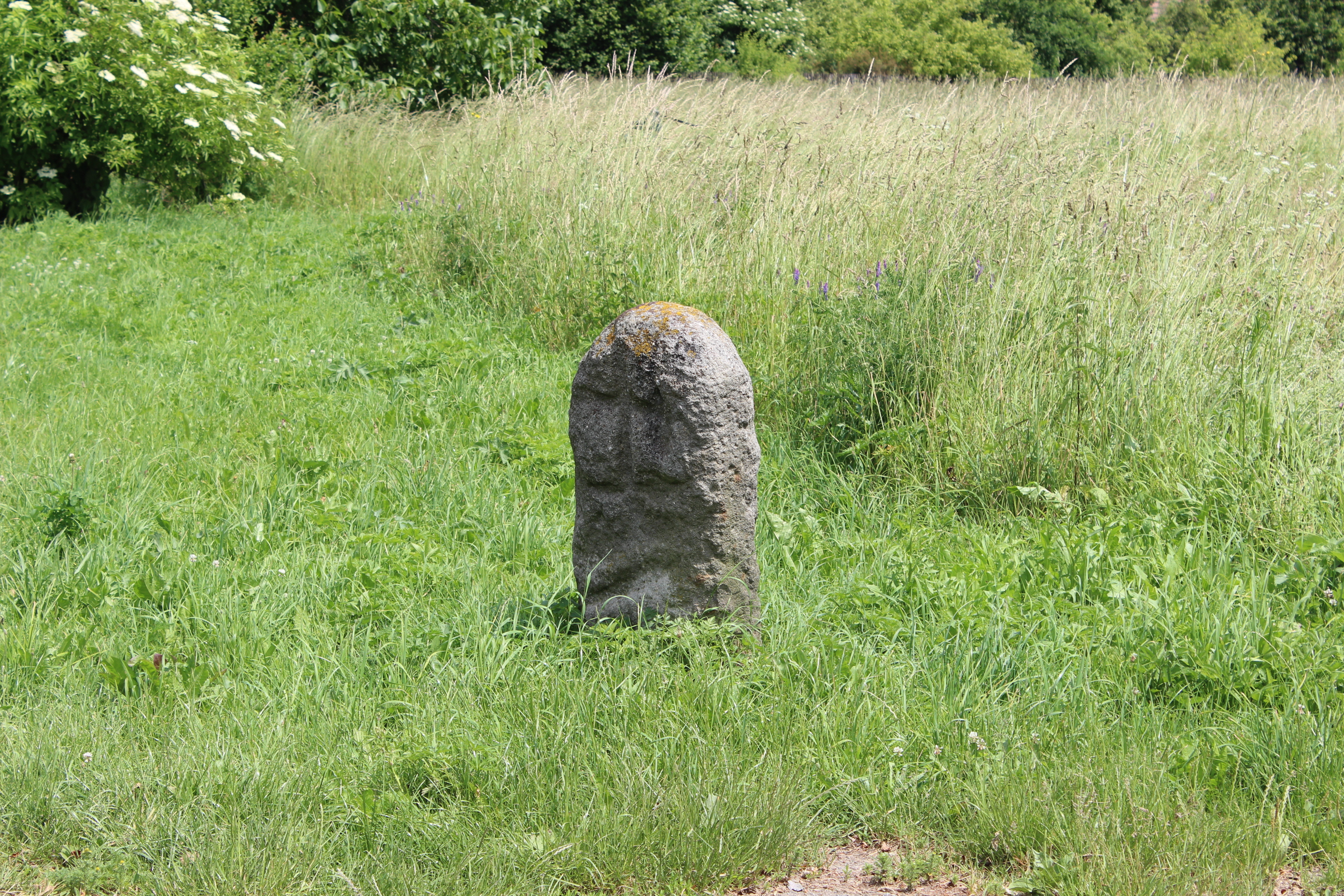
Smírčí kříž

V obci je celkem sedm objektů chráněných jako kulturní památky a jeden památný strom.
Z budov je chráněný pozdně barokní jednolodní kostel Všech svatých stojící v západní části centra vsi u plácku mezi hlavní silnicí a školou. V interiéru kostela jsou rokokové lavice.
Zachovalý venkovský ráz mají linie usedlostí po obou stranách návesního pásma. Památkově chráněné jsou však pouze
venkovská usedlost čp. 10, nacházející se severně od požární nádrže, a venkovský dům čp. 26 v západní části vsi.
Dále jsou památkově chráněné dva smírčí kříže, jeden u sokolovny a druhý při silnici do Bělče V pojednání o historii na webu obce se o těchto kamenech píše jako o milnících.
Severovýchodně od vsi v areálu cihelny jsou chráněné archeologické nálezy zaniklé původní vsi. Lokalita byla již v
minulosti poničena nekontrolovatelnou těžbou cihlářské hlíny, zbývá jen menší, periferní zbytek lokality.
Od roku 1997 je památkově chráněn také jediný zachovaný bunkr na území obce, na hranici obou jejích katastrálních území u mostku přes Loděnický potok.

### Vojenské opevnění

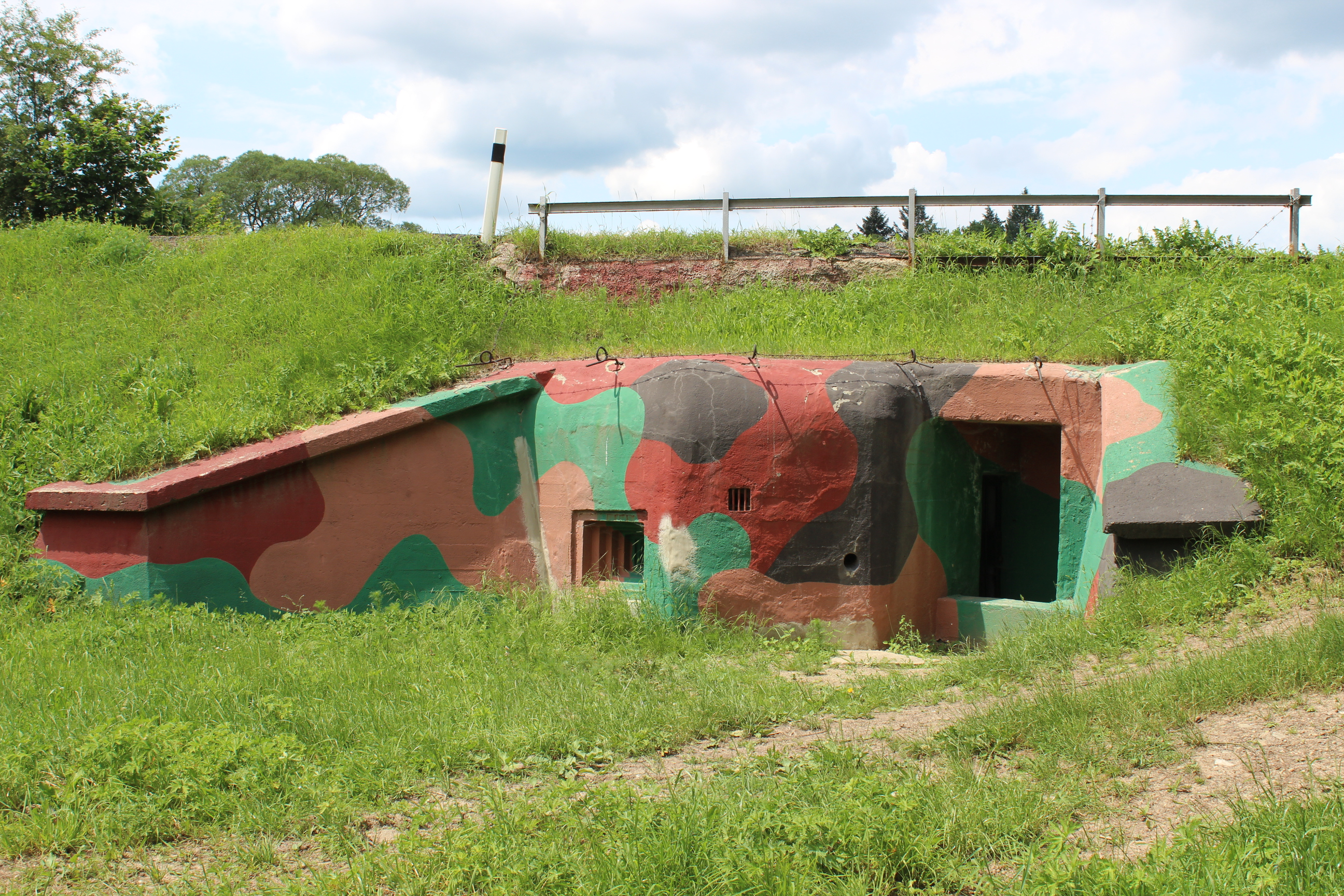
Bunkr u Bratronic

Během roku 1936 bylo v okolí Bratronic, přibližně v linii Dolní Bezděkov – jižní okraj Bratronic – Běleč, vybudováno lehké opevnění vz. 36, které bylo určeno k obraně Prahy. Roku 1937 probíhala na východním okraji katastrálního území (od Dolního Bezděkova údolím Loděnice k Mosteckému mlýnu a dále jižním směrem přes les k potoku Žlábek) výstavba Pražské čáry, modernějšího lehkého opevnění vz. 37. Na katastrálním území Bratronic se jednalo o části stavebních úseků IX.a Kladno-jih (4 pevnůstky LO vz. 36), A-4 Družec (3 pevnůstky LO vz. 37) a A-5 Chýňava (11 pevnůstek LO vz. 37). Až na jednu výjimku byly všechny zdejší vybudované objekty mezi lety 1939 až 1943 zničeny německou armádou pomocí odstřelu.
Od roku 1997 je památkově chráněn jediný zachovaný bunkr na území obce, na hranici obou jejích katastrálních území u mostku přes Loděnický potok přímo v náspu silnice do Dolního Bezděkova (násep by totiž v tomto místě bránil souvislé boční palbě podél potoka). Lehký objekt vz. 37 typu A-200 (číslo 51 v úseku A-4) je v rámci československého předválečného opevnění atypickou pevnůstkou, neboť byl doplněn o šest metrů dlouhou střední místnost. Jeho výstavba probíhala od 3. srpna do 25. září 1937 a během ní byl přerušen provoz na silnici, která přes strop pevnůstky vede. V roce 1939 byl objekt poškozen při německém pokusu o vytržení střílen, následně byl interiér zaplněn lomovým kamenem a zalit betonem. Mezi roky 1992 a 1999 členové Klubu vojenské historie Praha objekt kompletně zrekonstruovali a od roku 1998 je bunkr příležitostně přístupný veřejnosti s malou muzejní expozicí.

## Osobnosti
- Čeněk Ibl (1851–1902), profesor, překladatel a stenograf
- František Ondříček (1857–1922), houslový virtuóz, jehož děda v letech 1820 až 1840 vyučoval na bratronické škole
- Vilém Trsek (1862–1937), překladatel a spisovatel
- Petr Haničinec (1930–2007), dabér a herec
- Ladislav Kníže, virtuos ve hře na akordeon
- Karel Pelcl, matematik
- J. V. Čermák, architekt, řezbář a sochař
- Josef Šebela (1884-1959), kněz SVD, misionář, vydavatel.